# 林正夫
林 正夫（はやし まさお、1937年3月27日 - ）は、ホッカイドウ競馬に所属していた元騎手、元調教師で、現在は馬主である。息子・和弘もホッカイドウ競馬の元調教師。

## 来歴
騎手時代は道営記念を3度制すなどの活躍をしていた。
1973年、調教師に転身し、1月1日に開業した。5月3日に管理馬が初出走し、6月2日に初勝利を挙げている。
1994年、6月12日に札幌競馬場で行われた札幌日経オープンに管理馬2頭が中央競馬で初出走し、そのうちの一頭モガミサルノが2着となる。
1997年、6月17日に函館競馬場で行われた4歳上500万下のレースを管理馬のダイコクグロリーが制し、中央初勝利を挙げる。
1999年、8月1日に函館3歳ステークスを管理馬のエンゼルカロが制し、中央重賞初勝利を挙げた。
2007年、11月13日に2007年度のホッカイドウ競馬の開催終了とともに調教師を勇退し、当日の札幌競馬場でのウィナーズサークルで勇退式が行われた。調教師成績は、地方通算8713戦1168勝、中央通算94戦6勝。
2011年、11月17日に行われた道営記念で所有馬ショウリダバンザイが優勝、騎手、調教師としてすでに優勝実績のあった同競走を馬主としても制覇するという偉業を達成した。

## 主な騎乗馬
- ホワイトパール（1964年道営記念）
- シユナイダー（1965年道営記念）
- ヘンリーフレンド（1968年日本中央競馬会理事長賞、道営記念）

## 主な管理馬
- ヒガシホーオー（1973年農林大臣賞典）
- コガネハード（1975年北海優駿）
- ミスミネタカ（1978年栄冠賞、北海道3歳優駿、1979年北海優駿）
- ハツピシルバー（1982年北斗盃、農林大臣賞典、1983年道営記念、1984年農林大臣賞典、1986年道営記念）
- イワミポイント（1984年王冠賞）
- リツキーボーイ（1986年王冠賞）
- ヤマトオウジ（1994年瑞穂賞）
- エンゼルカロ（1999年栄冠賞、ラベンダー賞、函館3歳ステークス）
- ブラックミラージュ（2002年北海道2歳優駿）
- タイクラッシャー（2003年瑞穂賞）
- ビーファイター（2005年総の国オープン）
- ビービーバーニング（2007年エトワール賞）

## 主な所有馬

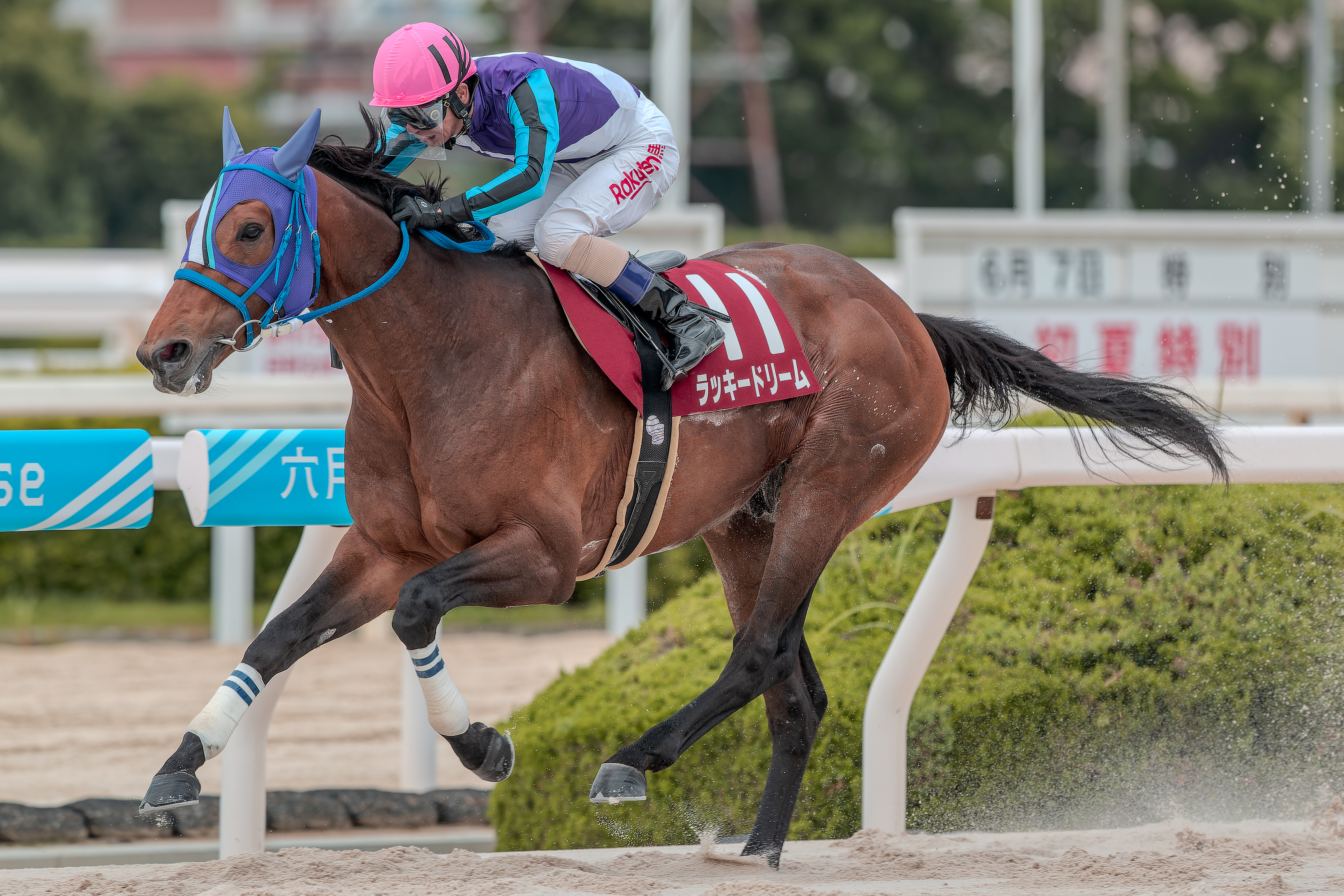
林正夫所有、林和弘厩舎所属で道営三冠・ダートグレード競走勝利を果たしたラッキードリーム（写真は兵庫移籍・馬主変更後）

- ショウリダバンザイ（2010年桜花賞、桃花賞、ノースクイーンカップ、ロジータ記念、2011年ノースクイーンカップ、道営記念、2012年ノースクイーンカップ、2013年コスモバルク記念）
- マチカネオイカゼ（2011年ビューチフル・ドリーマーカップ）
- リンノレジェンド（2019年黒潮盃、ダービーグランプリ、道営記念）
- ラッキードリーム（2020年サッポロクラシックカップ、JBC2歳優駿、2021年北斗盃、北海優駿、王冠賞）